# Globoreticulina
Globoreticulina es un género de foraminífero bentónico de la subfamilia Praerhapydionininae, de la familia Soritidae, de la superfamilia Soritoidea, del suborden Miliolina y del orden Miliolida. Su especie tipo es Globoreticulina iranica. Su rango cronoestratigráfico abarca el Luteciense (Eoceno medio).

## Clasificación
Globoreticulina incluye a las siguientes especies:
- Globoreticulina iranica †
- Globoreticulina paleocenica †